# Marder III
Marder III – niemiecki niszczyciel czołgów z okresu II wojny światowej, budowany na podwoziu czechosłowackiego czołgu PzKpfw 38(t).

## Historia
Po rozpoczęciu operacji Barbarossa i po pojawieniu się w większej liczbie czołgów sowieckich T-34 i KW-1, już pod koniec 1941 roku wojska niemieckie zaczęły odczuwać brak mobilnej i skutecznej broni przeciwpancernej – holowane działa przeciwpancerne były zbyt mało mobilne, a istniejące niszczyciele czołgów typu Panzerjäger I nie były wystarczająco silnie uzbrojone.
Jako rozwiązanie tymczasowe zdecydowano się na użycie przestarzałych (PzKpfw II) lub zdobycznych (Lorraine 37L) konstrukcji jako podwozi do nowych pojazdów serii Marder (niem. „kuna”), które zostały uzbrojone w niemieckie armaty przeciwpancerne 7,5 cm PaK 40 lub zdobyczne radzieckie działa typu 76,2mm F-22 Model 1936 (7,62 cm PaK 36(r)), tworząc w ten sposób pojazdy Marder I i Marder II.

## Konstrukcja

### Sd.Kfz. 139 Marder III
W 1942 roku czechosłowacki PzKpfw 38(t) jako czołg był już konstrukcją przestarzałą, ale dzięki swojemu podwoziu, posiadającemu duże walory eksploatacyjne, znakomicie nadał się jako punkt wyjściowy do konstrukcji innych pojazdów wojskowych. Ponieważ na początku wojny siły niemieckie zdobyły znaczną liczbę radzieckich dział 76,2 mm, zdecydowano wykorzystać te działa jako uzbrojenie nowego niszczyciela czołgów mającego powstać na bazie PzKpfw 38(t).
Z czołgu zdjęto wieżę i większość kadłuba, a na podwoziu zamontowano działo i bardzo lekko opancerzony przedział bojowy dla załogi, który podobnie jak Marder I i II nie miał żadnego dachu i nie był zabezpieczony od tyłu. Opancerzenie wynosiło zaledwie od 10 do 50 mm, a sam pojazd miał dość wysoką sylwetkę. Zdobyczne działa zostały zmodernizowane – między innymi wyposażone w niemieckie celowniki. Dokonano zmiany komór zamkowych, co umożliwiło zastosowanie amunicji opartej na standardowych łuskach produkcji niemieckiej. Strzelały one zmodyfikowaną amunicją niemiecką, której kaliber zwiększono z 74,85 mm (kaliber 75) do 76,1 mm (rosyjski kaliber 76,2), przy zachowaniu tego samego co w amunicji niemieckiej typu łuski. Oprócz tego w kadłubie pojazdu zamontowano karabin maszynowy 7,92 mm. Silnik – Mardery na podwoziu PzKpfw 38(t) Ausf.G posiadały silnik Praga EPA o mocy 92 kW (125 KM), na podwoziu Pzkpfw 38(t) Ausf.H posiadały silnik Praga EPA II o mocy 103 kW (140 KM).
Pełna nazwa pojazdu brzmiała Sd.Kfz.139 Panzerjäger 38(t) für 7.62cm PaK36(r). Łącznie w latach 1942–1943 zbudowano 363 Mardery w tej wersji.

### Sd.Kfz. 138 Marder III Ausf. H
Następna wersja Mardera III uzbrojona została w niemiecką armatę przeciwpancerną 75 mm PaK 40 i zbudowana została na podwoziu PzKpfw 38(t) Ausf. H. W tej wersji silnik umieszczony został z tyłu pojazdu (Ausf. H – „Heckmotor” dosłownie „tylny silnik”), a przedział bojowy znajdował się w centralnej części niszczyciela czołgów. W tej wersji przewożono 38 naboi do działa. Silnik – Praga EPA II o mocy 103 kW (140 KM).
Pełna nazwa tego pojazdu brzmiała Sd.Kfz.138, 7.5cm PaK40/3 auf PzKpfw 38(t) Ausf. H. W latach 1942–1943 zbudowano 418 egzemplarzy.

### Sd.Kfz. 138 Marder III Ausf. M

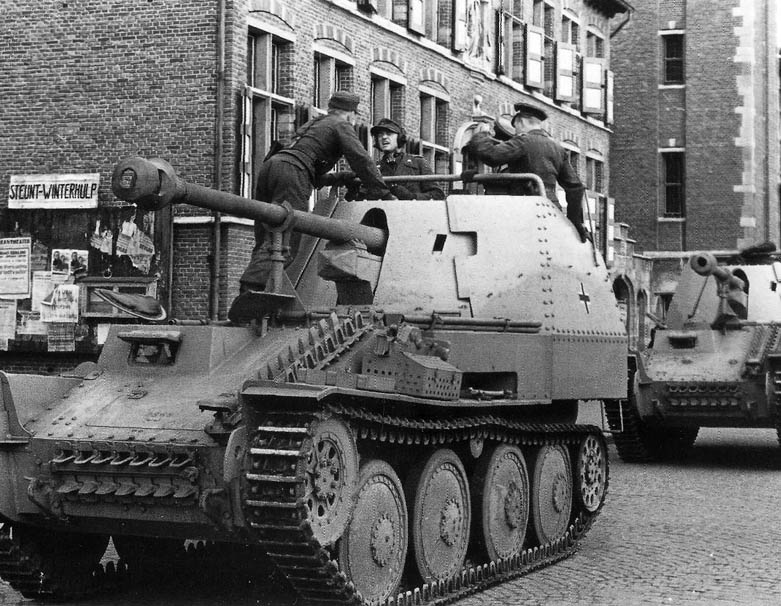
Belgia, Marder III Ausf. M

Ostatnia wersja Mardera III bazowana była na podwoziu Panzer 38(t) Ausf. M z silnikiem umieszczonym pośrodku pojazdu (Ausf. M – „Mittelmotor”) i podobnie jak wersja Ausf. H uzbrojona była w niemiecką armatę 75 mm. W przeciwieństwie do innych wariantów Mardera, wersja M miała zamknięty od tyłu przedział załogi, ale nadal nie był on zabezpieczony od góry żadnym dachem. Działo miało zapas tylko 27 naboi, nie zainstalowano też w kadłubie żadnego karabinu maszynowego i MG 34 lub MG 42 przewożony był w środku Mardera jako uzbrojenie osobiste załogi. Silnik – Praga EPA AC/2600 o mocy 150KM.
W latach 1943–1944 wyprodukowano 975 egzemplarzy tej odmiany Mardera III. Jej pełna nazwa brzmiała Sd.Kfz.138, Panzerjäger 38(t) mit 7.5cm PaK40/3 Ausf. M.

## Użycie bojowe
Mardery III walczyły na wszystkich frontach II wojny światowej, z tym, że Sd.Kfz. 139 używany był głównie na froncie wschodnim (choć 66 szt. trafiło także do Tunezji). Pojazdy te okazały się skuteczną bronią przeciwpancerną w realiach Północnej Afryki, na dystansie 2000 metrów wystrzelony z ich armaty pocisk przebijał pancerz o grubości 58 mm nachylony pod kątem 30°. Do czasu wprowadzenia armat 88 mm była to najpotężniejsza broń przeciwpancerna DAK. Stanowiły one wyposażenie oddziałów niszczycieli czołgów (Panzerjäger Abteilungen) przy dywizjach pancernych Wehrmachtu i Waffen-SS, a także jednostek lądowych Luftwaffe jak na przykład Dywizja Hermann Göring.